# Île Stony
Pour les articles homonymes, voir Stony.
L'île Stony (anglais : Stony Island) (île Pierreuse) est une grande île située au large de la côte est du Labrador, dans la province de Terre-Neuve-et-Labrador au Canada.

## Toponymie
Le nom de l'île Stony vient de la nature pierreuse de son sol.

## Géographie
L'île Stony se trouve dans la partie sud de la baie Hawke (anglais : Hawke Bay), vaste baie naturelle située sur la côte de l'océan Atlantique au Labrador. La baie compte de nombreuses îles et îlots.
La vaste île Hawke se trouve au nord, l'île Cooper au sud et la petite île Venison à l'est.

## Occupation humaine
L'île Stony se situe dans l'une des principales zones de pêche du Labrador.
L'île Stony abrite le long du chenal de Venison Tickle sur sa rive occidentale l'établissement saisonnier de pêcheurs de Venison Islands (52° 58′ 14″ N, 55° 46′ 39″ O) qui fut un port isolé de pêche très actif au XIXe siècle et jusqu'au milieu du XXe siècle avant de décliner à l'instar des autres communautés du secteur.
L'établissement a été fondé dans les années 1820 et abandonné en 1961.
Un petit port nommé Tub Harbour est situé sur le côté sud-ouest de l'île (52° 57′ 27″ N, 55° 48′ 48″ O). Une dizaine de bâtiments se répartissent dans le havre de Tub Harbour, principalement sur une petite presqu'île rocheuse. Le havre est allongé avec deux étroites criques remontant vers le nord et l'ouest ; il ouvre sur la baie Hawke derrière plusieurs îlots et rochers rendant la navigation délicate.
L'établissement a été fondé dans les années 1885 et abandonné en 1965.
Bien que l'Inuktitut ait disparu au sud de Hamilton Inlet, la descendance et les coutumes autochtones ont été conservés, se retrouvant parmi les membres des communautés du sud qui composent la Nation Métis du Labrador. Des inuits étaient présents autour de Battle Harbour, Dumpling Island et Tub Harbour.

## Économie
Le bassin voisin de Hawke demeure l'une des principales zones de pêche à la crevette au monde.
Des réserves extractibles de pétrole se trouvent au fond de l'océan au large du Labrador.
La région est également riche en minerais communs.